# John Daly (golfer)
John Patrick Daly (Carmichael, 28 april 1966) is een professioneel golfer uit Californië. Hij speelt op de Amerikaanse PGA Tour.

## Extremen
John Daly is een man van extremen. Hij slaat extreem ver, en kreeg daardoor de bijnaam Long John. Hij won het PGA Championship in 1991, het eerste jaar op de PGA Tour, en werd Rookie of the Year. Het won in totaal twee Majors en werd toch nooit voor de Ryder Cup gevraagd.
Hij gedroeg zich als professional golfer extreem slecht. Hij at, dronk en rookte veel en werd onder andere behandeld in de Betty Ford Kliniek. Ook gokte hij veel en verloor volgens zijn biografie, die hij in 2006 publiceerde, daardoor in een periode van vijftien jaar ruim USD 50.000.000. 
John Daly was ook veel te zwaar. Na een maagverkleining begin 2009 viel hij in acht weken 20 kilo af en in totaal ruim 50 kilo. Eind 2009 woog hij nog maar 85 kilo.
Daly is getrouwd geweest met Dale Crafton (1987-1990), Bettye Fulford (1992-1993, dochter Shynah), Paulette Dean (1995-1999, dochter Sierra Lynn) en Sherrie Miller (2001, zoon John Patrick). Sherrie werd in 2007 veroordeeld wegens drugsgebruik en kreeg vijf maanden gevangenisstraf.
Daly geeft veel geld aan instellingen zoals de Make-A-Wish Foundation, zijn school en allerlei kinderdoelen.

## Jeugd
John is het derde kind van Jim en Lou Daly. Toen John vier jaar was vertrok het gezin naar Dardanelle, Arkansas, waar John een jaar later met golf begon. Hij ging naar de Helias High School en werd golfkampioen van Missouri. Hij ging naar de Universiteit van Arkansas en speelde voor het universiteitsteam.

## Professional
John Daly werd in 1987 professional.

### Speelrecht
Door het winnen van het Amerikaanse PGA Kampioenschap kreeg hij tien jaar speelrecht op de Amerikaanse Tour. Hij heeft een tweede Major gewonnen in 1995, het Brits Open, waardoor het speelrecht tot 2005 opschoof. Toen won hij in 2004 de Buick Invitational, waardoor zijn speelrecht eind 2006 eindigde. Hij speelt nu op uitnodiging en heeft ook wat toernooien in Europa gespeeld. Hij werd onder andere 2de bij het Italiaans Open in 2009.

### Gewonnen

#### Nationwide Tour
- 1990: Ben Hogan Utah Classic

#### Amerikaanse PGA Tour
- 1991: PGA Championship
- 1994: BellSouth Classic
- 1995: The Open Championship
- 2004: Buick Invitational

#### Europese PGA Tour
- 1991: PGA Championship met -12, runner-up was Bruce Lietzke met -9
- 1995: The Open Championship met -6, na play-off met 4 holes tegen Costantino Rocca
- 2001: BMW International Open

#### Aziatische PGA Tour
- 2003: Kolon Koreaans Open

#### Anders
- 1987: Missouri Open
- 1990: AECI Charity Classic (Zuid-Afrika), Hollard Royal Swazi Sun Classic (Zuid-Afrika)
- 2003: Callaway Golf Pebble Beach Invitational
- 2006: TELUS Skins Game
- 2007: TELUS Skins Game

### Teams
- 1993: Alfred Dunhill Cup (met Fred Couples en Payne Stewart)
- 1999: JCPenney Classic (met Laura Davies)
- 2002: Champions Challenge (met Pat Perez), Wendy's 3-Tour Challenge (met Rich Beem en Jim Furyk)
- 2003: Wendy's 3-Tour Challenge (met Mark Calcavecchia en Peter Jacobsen)

## Restaurant
In 2006 opende hij John Daly's Restaurant & Bar samen met restaurateur Christian Georgi. De muren zijn groen en de inrichting toont trofeeën uit Johns golfcarrière. Naast het restaurant is een golfwinkel waar hij zijn eigen merk verkoopt.